# Suza
 Ovo je glavno značenje pojma Suza. Za druga značenja pogledajte Suza (razdvojba).
Suza je slana tjelesna tekućina koje stalno luče suzne žlijezde kod ljudi i sisavaca. Služi čišćenju konjunktivalne vreće kao i vlaženju i ishrani rožnice. 
Osim toga poboljšava optička svojstava površine rožnice. 
Poremećaji u sastavu suzenja mogu dovesti do sindroma suhog oka što može dovesti krajnjim slučajevima do oštećenja rožnice s gubitkom od prozirnosti i do sljepoće.